# Erwin Hintze
Erwin Hintze (ur. 31 grudnia 1876 w Strasburgu, zm. 1 sierpnia 1931 we Wrocławiu) – niemiecki historyk sztuki i muzealnik.
W latach 1897–1901 studiował historię sztuki i archeologię na Uniwersytecie Wrocławskim. Od 1 października 1901 był pracownikiem naukowym Śląskiego Muzeum Rzemiosła Artystycznego i Starożytności. W 1913 został mianowany profesorem. W 1926 został dyrektorem Muzeum Zamkowego we Wrocławiu. Od 1929 aż do śmierci był dyrektorem muzeów  miejskich we Wrocławiu. Autor publikacji z dziedziny historii sztuki. Jego najwybitniejszym dziełem jest napisane wraz z Karlem Masnerem Die deutschen Zinngießer und ihre Marken (Bd. 1-7, 1927–1931), które stanowi historię niemieckiego konwisarstwa wraz z katalogiem marek mistrzowskich i miejskich.